# Acanthaxius
Genre
Acanthaxius est un genre de crustacés décapodes de la famille des Axiidae.

## Systématique
Le genre Acanthaxius a été créé en 1989 par Katsushi Sakai (d) et Michèle de Saint Laurent (d) (1926-2003).

## Liste des genres
Selon World Register of Marine Species (27 décembre 2017) :
- Acanthaxius amakusana (Miyake & Sakai, 1967)
- Acanthaxius clevai Ngoc-Ho, 2006
- Acanthaxius formosa Kensley & Chan, 1998
- Acanthaxius gadaletae Ngoc-Ho, 2006
- Acanthaxius garawa Poore & Collins, 2009
- Acanthaxius gathaagudu Poore & Collins, 2009
- Acanthaxius gotoensis Sakai, 2014
- Acanthaxius grandis Kensley & Chan, 1998
- Acanthaxius kashimaensis Sakai, 2017
- Acanthaxius kirkmilleri Kensley, 1996
- Acanthaxius miyazakiensis (Yokoya, 1933)
- Acanthaxius ningaloo Poore & Collins, 2009
- Acanthaxius pilocheirus (Sakai, 1987)
- Acanthaxius polyacanthus (Miyake & Sakai, 1967)
- Acanthaxius polychaetes Sakai, 1994
- Acanthaxius pseudopolyacanthus Sakai, 2017
- Acanthaxius spinosissimus (Rathbun, 1906)

## Publication originale
- (en) Sakai & de Saint Laurent, 1989 : « A Check Lis of Axiidae (Decapoda, Crustaces, Thalassinidea, Anomula), with Remarks and in Addition Descriptions of One New Subfamily, Eleven New Genera and Two New Species ». Naturalists, Publications of Tokushima Biological Laboratory, Shikoku University, vol. 3, p. 1-104 (lire en ligne [PDF]).